# Пасевьевы
Пасевьевы (Пасевы) — дворянский род.
Восходит к середине XVI в. и внесён в VI часть родословных книг Московской, Санкт-Петербургской и Тверской губерний.
Имеют прямых предков Passow Мекленбургского дворянского рода, Марк фон Пассов был участником похода Ивана IV при завоевании Казани.
В 1624 году были жалованы поместьями.
В Боярских книгах записаны: московские дворяне Пётр Гаврилович (1629) и Иван Фёдорович (1658) Пасевьевы.

## Описание герба

#### Герб Пасевьевых 1745 г.
В Гербовнике Анисима Титовича Князева 1745-1792 года имеется изображение печати с гербом Степана Степановича Пасевьева: на княжеской мантии украшенной дворянской короною с пятью драгоценными камнями, изображён щит в серебряном поле которого изображён олень бегущий по зелёной траве в левую сторону (изм. польский герб Брохвич). В верхнем правом углу из облака, голубого цвета, выходит натянутый лук со стрелой,направленный в сторону убегающего оленя. В верхнем левом углу изображена восходящая мистическая шестиконечная звезда, освещающая землю со значением 'он тот,кто он будет' .

#### Герб. IV. № 89.
Щит разделен горизонтально на две части, из них в верхней части, в красном поле, с правой стороны, виден выходящий из облаков натянутый золотой лук с серебряной стрелой, направленный на бегущего по траве оленя, размещённого на нижней части щита. На левой стороне изображена восходящая мистическая шестиугольная золотая звезда. В нижней части, в голубом поле, серебряный олень с золотыми рогами, бегущий в левую сторону.
На щите дворянский коронованный шлем с которой и пятью драгоценными камнями. Нашлемник: три страусовых пера. Намёт на щите голубой и красный, подложенный золотом. Щитодержатели: держат щит два благородных оленя с золотыми рогами.